# Louisiana Red
Louisiana Red (* jako Iverson Minter; 23. března 1932 – 25. února 2012) byl americký bluesový kytarista a hráč na foukací harmoniku. Jeho největší hit byla skladba „Sweet Blood Call“ z roku 1975. Za svou dlouhou kariéru spolupracoval s mnoha hudebníky, mezi které patří i John Lee Hooker, Eric Burdon, Sunnyland Slim nebo Albert King.